# Lista siturilor arheologice din județul Mureș - R
Lista siturilor arheologice din județul Mureș - R conține toate siturile arheologice din județul Mureș înscrise în Repertoriul Arheologic Național (RAN) și aflate în localități al căror nume începe cu litera R. RAN este administrat de Ministerul Culturii și Patrimoniului Național și cuprinde date științifice, cartografice, topografice, imagini și planuri, precum și orice alte informații privitoare la zonele cu potențial arheologic, studiate sau nu, încă existente sau dispărute.
Puteți căuta un sit din localitățile care încep cu litera R folosind formularul de mai jos sau puteți naviga prin toate siturile din județ la Lista siturilor arheologice din județul Mureș.
| Cod RAN                                   | Denumire | Localitate                           | Adresă            | Datare                                 | Descoperit | Coordonate                                  | Imagine           | Erori            |
| ----------------------------------------- | --- | ------------------------------------ | ----------------- | -------------------------------------- | ---------- | ------------------------------------------- | ----------------- | ---------------- |
| 115842.01.01 (Cod LMI: MS-I-s-B-15409)    | Așezarea Wietenberg de la Ranta / ansamblu anonim (Categorie: locuire civilă) (Tip: Așezare fortificată)                                                     | sat Ranta, comuna Bogata             |                   | Wietenberg                             |            | 46°29′00″N 24°06′00″E / 46.48333°N 24.1°E   | Încărcați imagine | Raportați eroare |
| 115842.02.01 (Cod LMI: MS-I-s-B-15410)    | Situl arheologic de la Ranta - "Bercul țărcilor" / ansamblu anonim (Categorie: locuire civilă) (Tip: Așezare)                                                | sat Ranta, comuna Bogata             | Bercul țărcilor   | geto-dacică                            |            | 46°28′30″N 24°05′30″E / 46.475°N 24.09167°E | Încărcați imagine | Raportați eroare |
| 115842.02.02 (Cod LMI: MS-I-s-B-15410)    | Situl arheologic de la Ranta - "Bercul țărcilor" / ansamblu anonim (Categorie: locuire civilă) (Tip: Așezare)                                                | sat Ranta, comuna Bogata             | Bercul țărcilor   | Sighișoara - Wietenberg                |            | 46°28′30″N 24°05′30″E / 46.475°N 24.09167°E | Încărcați imagine | Raportați eroare |
| 115842.02.03 (Cod LMI: MS-I-s-B-15410)    | Situl arheologic de la Ranta - "Bercul țărcilor" / ansamblu anonim (Categorie: locuire civilă) (Tip: Așezare)                                                | sat Ranta, comuna Bogata             | Bercul țărcilor   |                                        |            | 46°28′30″N 24°05′30″E / 46.475°N 24.09167°E | Încărcați imagine | Raportați eroare |
| 114818.01 (Cod LMI: MS-I-s-B-15411)       | Situl arheologic de la Reghin - "Dealul bisericii" (Categorie: locuire civilă) (Tip: așezare)                                                                | municipiul Reghin                    | Dealul bisericii  | sec. II - III d.Hr., sec. IV - V d.Hr. |            | 46°47′00″N 24°42′00″E / 46.78333°N 24.7°E   | Încărcați imagine | Raportați eroare |
| 114818.01.01 (Cod LMI: MS-I-m-B-15411.02) | Situl arheologic de la Reghin - "Dealul bisericii" / ansamblu anonim (Categorie: locuire civilă) (Tip: Așezare)                                              | municipiul Reghin                    | Dealul bisericii  | geto-dacică                            |            | 46°47′00″N 24°42′00″E / 46.78333°N 24.7°E   | Încărcați imagine | Raportați eroare |
| 114818.01.02 (Cod LMI: MS-I-s-B-15411)    | Situl arheologic de la Reghin - "Dealul bisericii" / ansamblu anonim (Categorie: locuire civilă) (Tip: Așezare)                                              | municipiul Reghin                    | Dealul bisericii  | sec. II - III d.Hr.                    |            | 46°47′00″N 24°42′00″E / 46.78333°N 24.7°E   | Încărcați imagine | Raportați eroare |
| 114818.01.03 (Cod LMI: MS-I-m-B-15411.01) | Situl arheologic de la Reghin - "Dealul bisericii" / ansamblu anonim (Categorie: locuire civilă) (Tip: Așezare)                                              | municipiul Reghin                    | Dealul bisericii  | sec. IV - V d.Hr.                      |            | 46°47′00″N 24°42′00″E / 46.78333°N 24.7°E   | Încărcați imagine | Raportați eroare |
| 119162.01                                 | Topor neolitic de la Rușii-Munți (Categorie: descoperire izolată) (Tip: obiect izolat)                                                                       | sat Rușii-Munți, comuna Rușii-Munți  |                   |                                        |            |                                             | Încărcați imagine | Raportați eroare |
| 116849.01.01                              | Așezarea eneolitică de la Roua - "Între două văi" / ansamblu anonim (Categorie: locuire civilă) (Tip: Așezare)                                               | sat Roua, comuna Fântânele           | Între două văi    |                                        |            |                                             | Încărcați imagine | Raportați eroare |
| 118548.01.01                              | Așezarea neolitică de la Rigmani - "Culmea Stejarului" / ansamblu anonim (Categorie: locuire civilă) (Tip: Așezare)                                          | sat Rigmani, comuna Neaua            | Culmea Stejarului |                                        |            |                                             | Încărcați imagine | Raportați eroare |
| 118432.01.01                              | Situl arheologic de la Răzoare - "Lângă bufet" / ansamblu anonim (Categorie: descoperire funerară) (Tip: Necropolă)                                          | sat Răzoare, comuna Miheșu de Câmpie | Lângă bufet       | Noua                                   |            |                                             | Încărcați imagine | Raportați eroare |
| 118432.01.02                              | Situl arheologic de la Răzoare - "Lângă bufet" / ansamblu anonim (Categorie: descoperire funerară) (Tip: Necropolă)                                          | sat Răzoare, comuna Miheșu de Câmpie | Lângă bufet       |                                        |            |                                             | Încărcați imagine | Raportați eroare |
| 118432.01.03                              | Situl arheologic de la Răzoare - "Lângă bufet" / ansamblu anonim (Categorie: descoperire funerară) (Tip: necropola)                                          | sat Răzoare, comuna Miheșu de Câmpie | Lângă bufet       | Dacică                                 |            |                                             | Încărcați imagine | Raportați eroare |
| 118548.02.01                              | Fortificația de la Rigmani - "Coasta trocilor" / ansamblu anonim (Categorie: fortificație) (Tip: Fortificație)                                               | sat Rigmani, comuna Neaua            | Coasta trocilor   |                                        |            |                                             | Încărcați imagine | Raportați eroare |
| 114818.03.01 (Cod LMI: MS-II-m-A-15774)   | Situl Bisericii de lemn "Sf. Nicolae" din Reghin / ansamblu Biserica de lemn "Sf. Nicolae" (Categorie: structură de cult/religioasă) (Tip: Biserică de lemn) | municipiul Reghin                    | str. Măcieșului 5 | sec. XVII; 1774                        |            |                                             | Încărcați imagine | Raportați eroare |
| 114818.03.02 (Cod LMI: MS-II-m-A-15774)   | Situl Bisericii de lemn "Sf. Nicolae" din Reghin / ansamblu anonim (Categorie: structură de cult/religioasă) (Tip: pridvor)                                  | municipiul Reghin                    | str. Măcieșului 5 | 1791                                   |            |                                             | Încărcați imagine | Raportați eroare |
| 114818.06.01                              | Tezaurul monetar de la Reghin / ansamblu anonim (Categorie: descoperire funerară) (Tip: tezaur monetar)                                                      | municipiul Reghin                    |                   |                                        | 1868       |                                             | Încărcați imagine | Raportați eroare |
| 120165.01.01                              | Așezarea din epoca bronzului de la Râpa de Jos / ansamblu anonim (Categorie: locuire) (Tip: așezare)                                                         | sat Râpa de Jos, comuna Vătava       |                   | Sighișoara - Wietenberg                |            |                                             | Încărcați imagine | Raportați eroare |